# Corey Robin
Corey Robin est un théoricien politique américain de gauche, journaliste et professeur de sciences politiques au Brooklyn College.

## Biographie
Bien qu'étant progressiste, il a consacré nombre de travaux à l'étude des formes contemporaines du conservatisme et néo-conservatisme américain, ainsi que sur les difficultés des libéraux et de la Nouvelle Gauche (New Left) à gérer la suprématie américaine après la fin de la guerre froide. Les articles de Robin ont été publiés dans de nombreux journaux de référence et ont fait l'objet de nombreux commentaires, notamment dans : American Political Science Review, Social Research, Theory and Event, The New York Times, The Washington Post, London Review of Books, The Nation et Dissent. Il est l'auteur d'un livre sur les significations politiques de la peur, publié par Oxford University Press .

## Théories
Robin développe le concept selon lequel l'ennemi unique est un moteur d'existence, un besoin social pour les foules et une arme politique. Ainsi, du Moyen Âge où l'ennemi était le Diable, les sociétés humaines seraient passées à la religion catholique, suivant les doctrines des Philosophes des Lumières, puis au Patronat,  suivant la doctrine communiste, puis au Soviétique, suivant la doctrine atlantiste libérale, et depuis le 11 septembre 2001 au terrorisme islamiste.

## Œuvres
- Corey Robin, Fear: The History of a Political Idea, New York & London, Oxford University Press, 2004.  (ISBN 0195157028)
- Corey Robin, La peur, histoire d'une idée politique, Paris, Armand Colin, 2006.  (ISBN 2-200-34562-3)
- Corey Robin, The Ex-Cons: Right-Wing Thinkers Go Left!, dans: Lingua Franca, janvier 2001, pp. 24-33.
- Corey Robin, The Fear of the Liberals, dans: The Nation, 26 septembre 2005.

## Sources
- (en) Cet article est partiellement ou en totalité issu de l’article de Wikipédia en anglais intitulé « Corey Robin » (voir la liste des auteurs).